# 蘇章 (明朝)
蘇章（1441年—？），字文簡，江西饒州府餘干縣人，民籍，明朝政治人物。進士出身。

## 生平
早年出身國子生，后中举江西鄉試第三名。成化十一年（1475年）乙未科會試第六十五名，殿試登進士第二甲第三十五名。后累升兵部主事，因進言得罪。貶姚安通判，再遷延平知府。在任期間有功，后升浙江參政。

## 家族
曾祖父蘇均實。祖父蘇希善。父亲蘇玭。